# Martin Fourcade
Martin Fourcade (Céret, 14 de septiembre de 1988) es un deportista francés que compitió en biatlón; seis veces campeón olímpico y trece veces campeón mundial. Su hermano Simon compitió en el mismo deporte.
Participó en tres Juegos Olímpicos de Invierno, entre los años 2010 y 2018, obteniendo en total siete medallas: oro en Vancouver 2010, dos oros y una plata en Sochi 2014 y tres oros en Pyeongchang 2018.
Ganó veintiocho medallas en el Campeonato Mundial de Biatlón entre los años 2011 y 2020.
Por su exitosa carrera deportiva recibió en 2013 la medalla Holmenkollen. Fue el abanderado de Francia en la ceremonia de apertura de los Juegos de Pyeongchang 2018. En 2022 fue elegido miembro del Comité Olímpico Internacional.

## Palmarés internacional
| Juegos Olímpicos   | Juegos Olímpicos             | Juegos Olímpicos  | Juegos Olímpicos |
| Año                | Lugar                        | Medalla           | Prueba           |
| ------------------ | ---------------------------- | ----------------- | ---------------- |
| 2010               | Vancouver (Canadá)           | Medalla de oro    | Salida en grupo  |
| 2014               | Sochi (Rusia)                | Medalla de oro    | Individual       |
| 2014               | Sochi (Rusia)                | Medalla de oro    | Persecución      |
| 2014               | Sochi (Rusia)                | Medalla de plata  | Salida en grupo  |
| 2018               | Pyeongchang (Corea del Sur)  | Medalla de oro    | Persecución      |
| 2018               | Pyeongchang (Corea del Sur)  | Medalla de oro    | Salida en grupo  |
| 2018               | Pyeongchang (Corea del Sur)  | Medalla de oro    | Relevo mixto     |
| Campeonato Mundial |                              |                   |                  |
| Año                | Lugar                        | Medalla           | Prueba           |
| 2011               | Janty-Mansisk (Rusia)        | Medalla de oro    | Persecución      |
| 2011               | Janty-Mansisk (Rusia)        | Medalla de plata  | Velocidad        |
| 2011               | Janty-Mansisk (Rusia)        | Medalla de bronce | Relevo mixto     |
| 2012               | Ruhpolding (Alemania)        | Medalla de oro    | Velocidad        |
| 2012               | Ruhpolding (Alemania)        | Medalla de oro    | Persecución      |
| 2012               | Ruhpolding (Alemania)        | Medalla de oro    | Salida en grupo  |
| 2012               | Ruhpolding (Alemania)        | Medalla de plata  | Relevo           |
| 2013               | Nové Město (República Checa) | Medalla de oro    | Individual       |
| 2013               | Nové Město (República Checa) | Medalla de plata  | Velocidad        |
| 2013               | Nové Město (República Checa) | Medalla de plata  | Persecución      |
| 2013               | Nové Město (República Checa) | Medalla de plata  | Relevo           |
| 2013               | Nové Město (República Checa) | Medalla de plata  | Relevo mixto     |
| 2015               | Kontiolahti (Finlandia)      | Medalla de oro    | Individual       |
| 2015               | Kontiolahti (Finlandia)      | Medalla de plata  | Relevo mixto     |
| 2015               | Kontiolahti (Finlandia)      | Medalla de bronce | Relevo           |
| 2016               | Oslo (Noruega)               | Medalla de oro    | Velocidad        |
| 2016               | Oslo (Noruega)               | Medalla de oro    | Persecución      |
| 2016               | Oslo (Noruega)               | Medalla de oro    | Individual       |
| 2016               | Oslo (Noruega)               | Medalla de oro    | Relevo mixto     |
| 2016               | Oslo (Noruega)               | Medalla de plata  | Salida en grupo  |
| 2017               | Hochfilzen (Austria)         | Medalla de oro    | Persecución      |
| 2017               | Hochfilzen (Austria)         | Medalla de plata  | Relevo           |
| 2017               | Hochfilzen (Austria)         | Medalla de plata  | Relevo mixto     |
| 2017               | Hochfilzen (Austria)         | Medalla de bronce | Velocidad        |
| 2017               | Hochfilzen (Austria)         | Medalla de bronce | Individual       |
| 2020               | Anterselva (Italia)          | Medalla de oro    | Individual       |
| 2020               | Anterselva (Italia)          | Medalla de oro    | Relevo           |
| 2020               | Anterselva (Italia)          | Medalla de bronce | Velocidad        |